# Économie de l'Aquitaine
L'économie de l'Aquitaine laisse une place importante à l'agriculture (notamment à la viticulture et au foie gras) et à l'industrie agro-alimentaire, laquelle représente le premier employeur industriel de la région avec 19 % de l'emploi industriel régional.

## Économie par département

### La Gironde
La Gironde, avec une grande superficie et une forte population, est un des départements les plus dynamiques de France et d'Aquitaine.
Bordeaux est depuis longtemps un pole industriel et tertiaire important.
La viticulture tient une place importante, ainsi que le tourisme.

### Les Landes
Le tourisme est une ressource majeure du département des Landes.
Il se concentre très majoritairement sur les zones côtières (Mimizan, Hossegor, Capbreton, Seignosse, Biscarrosse...) où la renommée des conditions de surf a fait le tour du monde (plusieurs épreuves par an). De plus le parc naturel des Landes de Gascogne met l'accent sur la présence du plus grand massif forestier de France métropolitaine.
Il ne faut pas non plus oublier de citer le tourisme «gastronomique», car les Landes sont réputées culinairement au travers du foie gras, des magrets, des volailles des Landes.
Enfin le tourisme thermal attire de nombreux curistes avec les stations de Dax, Saint-Paul-lès-Dax, Saubusse-les-Bains, Préchacq-les-Bains ou encore Eugénie-les-Bains.
Après une baisse de fréquentation en 2003 à la suite de la catastrophe du Prestige, l'année 2004 a été une excellente surprise pour le tourisme landais : le département a figuré à la première place des destinations estivales.
Article de fond : Tourisme dans les Landes.
Autres activités :
- Canard gras: 7,5 millions de canard gras par an ;
- Maïs ;
- Pin des Landes ;
- Diverses industries qui découlent du bois, du maïs, et de la volonté du département de s'industrialiser dans les années 1960 (chimie à Parentis, sidérurgie, etc ;
- Extraction d'hydrocarbures dans le nord-ouest du département (Parentis-en-Born) ;
- Industrie aéronautique (Turboméca par exemple)
- Présence militaire
- Port de Bayonne en partie dans les Landes et logistique de transport en raison des infrastructures de transport existantes (A63 A64 A65 RN124 Ligne Bordeaux-Saint-Jean - Irun) et la proximité avec l'Espagne ;

### Le Lot-et-Garonne
Le Lot-et-Garonne est très axé sur l’agriculture (avec notamment la tomate ou les peupliers)

### Les Pyrénées-Atlantiques

#### Le Béarn
L'activité économique du Béarn s'appuie sur 4 grands secteurs :
- le pétrole et le gaz
  - Total Exploration Production France (TEPF), installé à  Lacq, activité = pétrole, 970 salariés, gisement de gaz naturel de Lacq ;
- la chimie et la pétrochimie 
  - Arkema, installéciao à Lacq et Mont, activité = chimie,
  - Centre scientifique et technique Jean-Féger, du groupe pétrolier Elf devenu Total, activité = prestations de services, 1 700 salariés dont 900 chercheurs ;
- la mécanique
  - Turboméca, installé à  Bordes, activité = turbines aéronautiques terrestres et maritimes, 2.191 salariés,
  - Messier-Dowty, installé à Bidos, activité = équipements de trains d'atterrissage, 850 salariés ;
- l'agroalimentaire
  - Euralis, installé à Lescar, activité = semences céréales, 665 salariés,
  - Fromagerie des Chaumes (Bongrain), installé à Gan,
  - Alliance Agro-Alimentaire, installé à Billère,
  - Lindt et Sprungli AG, installé à Oloron-Sainte-Marie, activité = chocolaterie, 527 salariés,
  - la viticulture, (principalement autour de Jurançon et Monein dans 25 communes situées à l'ouest et au sud de Pau, dans un rectangle Pau-Lasseubetat-Navarrenx-Lagor entre le Gave de Pau et d'Oloron, la Route des Vins de Jurançon.

Se greffent autour d'autres secteurs d'activité :
- le bâtiment 
  - Mas,
  - Cancé ;
- l'industrie textile : le béret basque, qui comme son nom ne l'indique pas est d'origine béarnaise ; autrefois florissante, cette activité a subi de plein fouet la crise de l'industrie textile ; aujourd'hui, il reste deux sociétés : Béatex à Oloron (employant environ 80 personnes dont les créations sous la marque Pierre Laulhère sont connues et reconnues dans le monde entier) et Blancq Olibet à Baudreix (qui commercialise les marques Pipolaki, Bakarra et Redeye) ;
- le tourisme ;
- divers industries et services.

## Organismes
Chambre de commerce et d'industrie des Landes - Chambre de commerce et d'industrie Pau Béarn  -  Chambre de commerce et d'industrie de Bayonne Pays basque  -  Chambre de métiers et de l'artisanat des Pyrénées-Atlantiques

## Entreprises
ELF Aquitaine  - Turboméca -  Euralis - Messier-Dowty  -  Lindt et Sprungli AG - Fromagerie des Chaumes - Alliance Agro-Alimentaire - SHEM  -  Lur Berri  -  Aciéries de l'Atlantique SA -  Mas  -  Cancé - Groupe Olano - Dassault Aviation - Lectra-Ets Lepere

## Infrastructures
A63  -  A64 - A65  -  A650 -  E07  -  Tunnel du Somport
Port de Bayonne  -  Port de Saint-Jean-de-Luz
Aéroport de Bordeaux - Mérignac - Aéroport Pau-Pyrénées  -  Aéroport de Biarritz-Pays basque
Phare de Socoa  -  Phare de Biarritz